# Yimi García
Yimi García (né le 18 août 1990 à Moca, Espaillat, République dominicaine) est un lanceur de relève droitier des Blue Jays de Toronto de la Ligue majeure de baseball.

## Carrière
Mis sous contrat par les Dodgers de Los Angeles, Yimi García amorce sa carrière professionnelle en 2009 dans les ligues mineures. Il fait ses débuts dans le baseball majeur comme lanceur de relève pour les Dodgers le 1er septembre 2014 face aux Nationals de Washington.
À sa saison recrue en 2015, il réussit 68 retraits sur des prises en 56 manches et deux tiers lancées et maintient une moyenne de points mérités de 3,34 en 59 parties.